# Aphaniosoma thoracale
Aphaniosoma thoracale är en tvåvingeart som beskrevs av Friedrich Georg Hendel 1913. Aphaniosoma thoracale ingår i släktet Aphaniosoma och familjen gulflugor.
Artens utbredningsområde är Taiwan. Inga underarter finns listade i Catalogue of Life.